# Pierre Marie Alexis du Plessis d'Argentré
Pour les articles homonymes, voir Famille du Plessis d'Argentré.
Pierre Marie Alexis du Plessis d'Argentré, né à Laval le 17 août 1761 et décédé le 15 mars 1843, est un militaire et homme politique français.

## Biographie
Fils de Charles Marie Camille du Plessis d'Argentré, il est pourvu du gouvernement de Laval le 20 octobre 1766[réf. nécessaire]. Il étudia au collège de la Flèche, entra aux chevau-légers en 1777, fut capitaine de cavalerie au régiment de Royal-Lorraine le 3 juin 1779, émigra, servit dans l'armée de Condé, rentra en 1797, dut repasser en Suisse la même année et revint se fixer définitivement en 1802 à sa terre du château du Rocher à Mézangers.
Il avait épousé à l'église de la Trinité de Laval, le 8 avril 1782, Thérèse Dubois de Beauregard. Jean-Baptiste du Plessis d'Argentré, évêque de Séez, qui avait béni leur mariage, baptisa leur premier enfant en 1785. Louis-Joseph eut pour parrain et marraine, dans la chapelle de Versailles, le 21 mars 1788, Monsieur, frère du roi, et Madame.
Il est maintenu sur la liste des émigrés avec défense de rentrer en France, et tous ses biens restent confisqués par ordre du Directoire exécutif de Paris, du 7 mars 1799.
Il est nommé chevalier de Saint-Louis le 17 septembre 1814, membre du Conseil général de la Mayenne le 30 décembre 1815. Il partagea ses biens, en 1824, entre Louis-Joseph, Eugénie-Jeanne, dame Le Gonidec de Tressan, Caroline, dame de Robien, et Virginie, femme de Balthazar de Robien.
Il est maire de Mézangers de 1824 à 1830. Il se consacra à partir de 1830 aux œuvres de charité et à l'agriculture. Le dernier gouverneur de Laval est mort le 15 mars 1843.

## Source
- « Pierre Marie Alexis du Plessis d'Argentré », dans Alphonse-Victor Angot et Ferdinand Gaugain, Dictionnaire historique, topographique et biographique de la Mayenne, Laval, A. Goupil, 1900-1910 [détail des éditions] (BNF 34106789, présentation en ligne), tome IV, p. 734